# Ȃ
La Ȃ con breve invertido (minúscula: ȃ), es un grafema utilizado en la notación fonológica o fonética del croata o esloveno. Esta es la letra A diacrítica con un acento breve invertido.

## Codificación
La a con breve invertido se puede representar con los siguientes caracteres Unicode:
| forma     | representación | Puntos de código | descripción                                  |
| --------- | -------------- | ---------------- | -------------------------------------------- |
| Mayúscula | Ȃ              | U+0202           | letra mayúscula latina a con breve invertido |
| minúscula | ȃ              | U+0203           | letra minúscula latina a con breve invertido |